# District de Churachandpur
Le district de Churachandpur est un district  de l'état du Manipur  en Inde.